# Natación en los Juegos Suramericanos de 2010
Se detallan los resultados de las competiciones deportivas para la especialidad de Natación
en los IX Juegos Suramericanos.

## Natación
El campeón de la especialidad Natación fue  Brasil.

### Resultados

#### Hombres
| Evento                      | Oro                                                                      | Oro      | Plata                                                                  | Plata    | Bronce | Bronce   |
| --------------------------- | ------------------------------------------------------------------------ | -------- | ---------------------------------------------------------------------- | -------- | --- | -------- |
| 50 m libre Detalle          | Crox Acuña Venezuela                                                     | 22.99    | Nicolas Oliveira Brasil                                                | 23.00    | Federico Grabich Argentina                                                                                 | 23.10    |
| 100 m libre Detalle         | Crox Acuña Venezuela                                                     | 50.29    | Benjamin Hockin Paraguay Nicolas Oliveira Brasil                       | 50.50    | |          |
| 200 m libre Detalle         | Federico Grabich Argentina                                               | 1:50.81  | Benjamin Hockin Paraguay                                               | 1:51.48  | Nicolas Oliveira Brasil                                                                                    | 1:51.51  |
| 400 m libre Detalle         | Alejandro Gómez Venezuela                                                | 3:58.41  | Lucas Kanieski Brasil                                                  | 3:58.58  | Julio Galofre Montes Colombia                                                                              | 3:58.78  |
| 800 m libre Detalle         | Lucas Kanieski Brasil                                                    | 8:09.81  | Luis Arapiraca Brasil                                                  | 8:16.93  | Alejandro Gómez Venezuela                                                                                  | 8:17.68  |
| 1500 m libre Detalle        | Luis Arapiraca Brasil                                                    | 15:41.91 | Lucas Kanieski Brasil                                                  | 15:43.69 | Alejandro Gómez Venezuela                                                                                  | 15:53.07 |
|                             |                                                                          |          |                                                                        |          | |          |
| 50 m espalda Detalle        | Guilherme Guido Brasil                                                   | 25.09    | Federico Grabich Argentina                                             | 25.69    | Daniel Orzechowshki Brasil                                                                                 | 26.05    |
| 100 m espalda Detalle       | Guilherme Guido Brasil                                                   | 55.14    | Federico Grabich Argentina                                             | 55.53    | Albert Subirats Venezuela                                                                                  | 55.57    |
| 200 m espalda Detalle       | Leonardo de Deus Brasil                                                  | 2:02.00  | Thiago Pereira Brasil                                                  | 2:02.13  | Juan López Nieto Colombia                                                                                  | 2:06.36  |
|                             |                                                                          |          |                                                                        |          | |          |
| 50 m pecho Detalle          | Felipe Silva Brasil                                                      | 27.90    | João Gomes Brasil                                                      | 28.06    | Martin Melconian Uruguay                                                                                   | 28.88    |
| 100 m pecho Detalle         | Felipe Silva Brasil                                                      | 1:02.87  | Jorge Murillo Valdés Colombia                                          | 1:03.49  | João Gomes Brasil                                                                                          | 1:03.82  |
| 200 m pecho Detalle         | Thiago Pereira Brasil                                                    | 2:16.89  | Jorge Murillo Valdés Colombia                                          | 2:17.71  | Rodrigo Frutos Argentina                                                                                   | 2:20.84  |
|                             |                                                                          |          |                                                                        |          | |          |
| 50 m mariposa Detalle       | Albert Subirats Venezuela                                                | 23.66    | Glauber Silva Brasil                                                   | 24.22    | Benjamin Hockin Paraguay                                                                                   | 24.33    |
| 100 m mariposa Detalle      | Albert Subirats Venezuela                                                | 52.86    | Benjamin Hockin Paraguay                                               | 54.90    | Gustavo Daniel Paschetta Argentina                                                                         | 54.99    |
| 200 m mariposa Detalle      | Leonardo de Deus Brasil                                                  | 2:01.20  | Andrés Montoya Torres Colombia                                         | 2:03.88  | Andrés José González Argentina                                                                             | 2:04.45  |
|                             |                                                                          |          |                                                                        |          | |          |
| 200 m combinado Detalle     | Thiago Pereira Brasil                                                    | 2:03.16  | Leopoldo Andara Venezuela                                              | 2:08.27  | Diego Bonilla Orozco Colombia                                                                              | 2:08.61  |
| 400 m combinado Detalle     | Thiago Pereira Brasil                                                    | 4:28.79  | Esteban José Enderica Salgado Ecuador                                  | 4:30.41  | Cristhian Orjuela Rodríguez Colombia                                                                       | 4:35.24  |
|                             |                                                                          |          |                                                                        |          | |          |
| 4 x 100 m libre Detalle     | Venezuela Albert Subirats Christian Quintero Daniel Tirabasi Crox Acuña  | 3:22.89  | Brasil Nicolas Oliveira Guilherme Roth Rodrigo Castro Thiago Pereira   | 3:24.56  | Colombia Juan Manuel Cambindo Romanos Daniel Cuellar Valencia Julio Galofre Montes Marco González Guerrero | 3:26.16  |
| 4x200 m libre Detalle       | Venezuela Daniele Tirabasi Crox Acuña Alejandro Gómez Christian Quintero | 7:29.12  | Brasil Thiago Pereira Rodrigo Castro Leonardo de Deus Nicolas Oliveira | 7:29.92  | Colombia Javier Guillermo Molina Mateo de Angulo Velasco Juan David Pérez Julio César Montes               | 7:38.55  |
| 4 x 100 m combinado Detalle | Brasil Guilherme Guido Felipe Silva Gabrile Mangabeira Nicolas Oliveira  | 3:43.73  | Venezuela Luis Rojas Leopoldo Andara Albert Subirats Crox Acuña        | 3:46.78  | Colombia Juan Molina Pérez Jorge Murillo Valdés Juan López Nieto Julio Galofre Montes                      | 3:46.88  |
|                             |                                                                          |          |                                                                        |          | |          |

#### Mujeres
| Evento                      | Oro                                                                            | Oro      | Plata                                                                              | Plata    | Bronce                                                                                | Bronce   |
| --------------------------- | ------------------------------------------------------------------------------ | -------- | ---------------------------------------------------------------------------------- | -------- | ------------------------------------------------------------------------------------- | -------- |
| 50 m libre Detalle          | Flavia Cazziolato Brasil                                                       | 25.37    | Arlene Semeco Venezuela                                                            | 25.51    | Daynara de Paula Brasil                                                               | 25.94    |
| 100 m libre Detalle         | Arlene Semeco Venezuela                                                        | 56.21    | Tatiana Barbosa Brasil                                                             | 56.90    | Nadia Colovini Argentina                                                              | 58.09    |
| 200 m libre Detalle         | Cecilia Biagioli Argentina                                                     | 2:03.28  | Tatiana Barbosa Brasil                                                             | 2:05.00  | Yanel Pinto Venezuela                                                                 | 2:05.07  |
| 400 m libre Detalle         | Joanna Maranhão Brasil                                                         | 4:13.79  | Kristel Köbrich Chile                                                              | 4:15.26  | Cecilia Biagioli Argentina                                                            | 4:15.55  |
| 800 m libre Detalle         | Andreína Pinto Venezuela                                                       | 8:40.05  | Kristel Köbrich Chile                                                              | 8:40.20  | Joanna Maranhão Brasil                                                                | 8:42.09  |
| 1500 m libre Detalle        | Kristel Köbrich Chile                                                          | 16:26.15 | Andreína Pinto Venezuela                                                           | 16:54.96 | Yanel Pinto Venezuela                                                                 | 17:17.21 |
|                             |                                                                                |          |                                                                                    |          |                                                                                       |          |
| 50 m espalda Detalle        | Fabíola Molina Brasil                                                          | 28.50    | Jesserik Pinto Venezuela                                                           | 29.26    | Carolina Colorado Colombia                                                            | 29.75    |
| 100 m espalda Detalle       | Fabíola Molina Brasil                                                          | 1:01.65  | Carolina Colorado Colombia                                                         | 1:02.77  | Andreína Pinto Venezuela                                                              | 1:04.21  |
| 200 m espalda Detalle       | Fernanda Alvarenga Brasil                                                      | 2:18.61  | Isabella Arcila Colombia                                                           | 2:19.11  | Georgina Bardach Argentina                                                            | 2:19.13  |
|                             |                                                                                |          |                                                                                    |          |                                                                                       |          |
| 50 m pecho Detalle          | Ana Carvalho Brasil                                                            | 32.66    | Alessandra Marchioro Brasil                                                        | 32.67    | Agustina De Giovanni Argentina                                                        | 33.24    |
| 100 m pecho Detalle         | Agustina De Giovanni Argentina                                                 | 1:10.00  | Tatiane Sakemi Brasil                                                              | 1:12.47  | Carolina Mussi Brasil                                                                 | 1:12.78  |
| 200 m pecho Detalle         | Carolina Mussi Brasil                                                          | 2:39.75  | Tatiane Sakemi Brasil                                                              | 2:41.22  | Mijal Asis Argentina                                                                  | 2:43.13  |
|                             |                                                                                |          |                                                                                    |          |                                                                                       |          |
| 50 m mariposa Detalle       | Daynara de Paula Brasil                                                        | 26.77    | Daniele Jesus Brasil                                                               | 27.35    | Jeserik Andreína Pinto Venezuela                                                      | 27.58    |
| 100 m mariposa Detalle      | Daynara de Paula Brasil                                                        | 1:00.44  | Carolina Colorado Henao Colombia                                                   | 1:01.21  | Daiene Dias Brasil                                                                    | 1:02.27  |
| 200 m mariposa Detalle      | Joanna Maranhão Brasil                                                         | 2:13.22  | Andreína Pinto Venezuela                                                           | 2:15.52  | Georgina Bardach Argentina                                                            | 2:17.31  |
|                             |                                                                                |          |                                                                                    |          |                                                                                       |          |
| 200 m combinado Detalle     | Joanna Maranhão Brasil                                                         | 2:17.07  | Georgina Bardach Argentina                                                         | 2:19.53  | Erika Layne Stewardt Colombia                                                         | 2:22.41  |
| 400 m combinado Detalle     | Joanna Maranhão Brasil                                                         | 4:52.84  | Larissa Cieslak Brasil                                                             | 5:01.58  | Samantha Arévalo Ecuador                                                              | 5:03.77  |
|                             |                                                                                |          |                                                                                    |          |                                                                                       |          |
| 4 x 100 m libre Detalle     | Brasil Daynara de Paula Flavia Cazziolato Alessandra Marchioro Tatiana Barbosa | 3:48.34  | Argentina Manuela Morano Cecilia Biagioli Aixa Jazmin Triay Nadia Colovini         | 3:52.05  | Venezuela Jeserik Pinto Ximena Vilar Yanel Pinto Arlene Semeco                        | 3:53.80  |
| 4x200 m libre Detalle       | Brasil Tatiana Barbosa Daynara de Paula Sarah Correa Joanna Maranhão           | 8:24.85  | Argentina Nadia Colovini Georgina Bardach Virginia Bardach Cecilia Biagioli        | 8:26.65  | Venezuela Yanel Pinto Elimar Barrios Darneyis Orozco Andreína Pinto                   | 8:32.24  |
| 4 x 100 m combinado Detalle | Brasil Fabíola Molina Tatiane Sakemi Daynara de Paula Tatiana Barbosa          | 4:13.97  | Argentina Cecilia Bertoncello Agustina de Giovanni Georgina Bardach Nadia Colovini | 4:18.10  | Colombia Carolina Colorado Monica Lorena Rincón Maria Clara Sosa Erika Layne Stewardt | 4:20.53  |
|                             |                                                                                |          |                                                                                    |          |                                                                                       |          |

### Medallero
Los resultados del medallero por información de la Organización de los Juegos Medellín 2010
fueron:

#### Medallero total
País anfitrión en negrilla. La tabla se encuentra ordenada por la cantidad de medallas de oro
| Núm.  | País      | Oro | Plata | Bronce | Total | Orden por Total |
| ----- | --------- | --- | ----- | ------ | ----- | --------------- |
| 1     | Brasil    | 27  | 17    | 7      | 51    | 1               |
| 2     | Venezuela | 9   | 6     | 9      | 24    | 2               |
| 3     | Argentina | 3   | 6     | 10     | 19    | 3               |
| 4     | Chile     | 1   | 2     | 0      | 3     | 6               |
| 5     | Colombia  | 0   | 6     | 10     | 16    | 4               |
| 6     | Paraguay  | 0   | 3     | 1      | 4     | 5               |
| 7     | Ecuador   | 0   | 1     | 1      | 2     | 7               |
| 8     | Uruguay   | 0   | 0     | 1      | 1     | 8               |
| TOTAL | TOTAL     | 40  | 41    | 39     | 120   |                 |

Fuente: Organización de los IX Juegos Suramericanos Medellín 2010

#### Medallero por género
País anfitrión en negrilla. La tabla se encuentra ordenada por la cantidad de medallas de oro
| Clasificación por Oro | País      | Hombres | Hombres | Hombres | Hombres | Mujeres | Mujeres | Mujeres | Mujeres | Mixtos | Mixtos | Mixtos | Mixtos | TOTAL | Clasificación por Total |
| Clasificación por Oro | País      |         |         |         | Total   |         |         |         | Total   |        |        |        | Total  | TOTAL | Clasificación por Total |
| 1                     | Brasil    | 12      | 10      | 3       | 25      | 15      | 7       | 4       | 26      | 0      | 0      | 0      | 0      | 51    | 1                       |
| 2                     | Venezuela | 7       | 2       | 3       | 12      | 2       | 4       | 6       | 12      | 0      | 0      | 0      | 0      | 24    | 2                       |
| 3                     | Argentina | 1       | 2       | 4       | 7       | 2       | 4       | 6       | 12      | 0      | 0      | 0      | 0      | 19    | 3                       |
| 4                     | Chile     | 0       | 0       | 0       | 0       | 1       | 2       | 0       | 3       | 0      | 0      | 0      | 0      | 3     | 6                       |
| 5                     | Colombia  | 0       | 3       | 7       | 10      | 0       | 3       | 3       | 6       | 0      | 0      | 0      | 0      | 16    | 4                       |
| 6                     | Paraguay  | 0       | 3       | 1       | 4       | 0       | 0       | 0       | 0       | 0      | 0      | 0      | 0      | 4     | 5                       |
| 7                     | Ecuador   | 0       | 1       | 0       | 1       | 0       | 0       | 1       | 1       | 0      | 0      | 0      | 0      | 2     | 7                       |
| 8                     | Uruguay   | 0       | 0       | 1       | 1       | 0       | 0       | 0       | 0       | 0      | 0      | 0      | 0      | 1     | 8                       |
| TOTAL                 | TOTAL     | 20      | 21      | 19      | 60      | 20      | 20      | 20      | 60      | 0      | 0      | 0      | 0      | 120   |                         |

Fuente: Organización de los IX Juegos Suramericanos Medellín 2010

## Natación Aguas Abiertas
El campeón de la especialidad Natación fue  Venezuela.

### Resultados

#### Hombres
| Evento         | Oro                   | Oro       | Plata                     | Plata     | Bronce                                           | Bronce    |
| -------------- | --------------------- | --------- | ------------------------- | --------- | ------------------------------------------------ | --------- |
| 5 km. Detalle  | Iván Enderica Ecuador | 57:12.3   | Allan do Carmo Brasil     | 57:14.3   | Damián Blaum Argentina Erwin Maldonado Venezuela | 57:16.4   |
| 10 km. Detalle | Iván Enderica Ecuador | 1:50:31.5 | Erwin Maldonado Venezuela | 1:50:33.4 | Damián Blaum Argentina                           | 1:50:35.1 |

#### Mujeres
| Evento         | Oro                                               | Oro       | Plata                    | Plata     | Bronce                      | Bronce    |
| -------------- | ------------------------------------------------- | --------- | ------------------------ | --------- | --------------------------- | --------- |
| 5 km. Detalle  | Ana Marcela Cunha Brasil Andreína Pinto Venezuela | 1:01:56.0 | No se entregó            |           | Nataly Caldas Ecuador       | 1:01:59.0 |
| 10 km. Detalle | Andreína Pinto Venezuela                          | 1:58:10.1 | Ana Marcela Cunha Brasil | 1:58:10.3 | Antonella Bogarin Argentina | 1:58:15.5 |

### Medallero
Los resultados del medallero por información de la Organización de los Juegos Medellín 2010
fueron:

#### Medallero total
País anfitrión en negrilla. La tabla se encuentra ordenada por la cantidad de medallas de oro
| Núm.  | País      | Oro | Plata | Bronce | Total | Orden por Total |
| ----- | --------- | --- | ----- | ------ | ----- | --------------- |
| 1     | Venezuela | 2   | 1     | 1      | 4     | 1               |
| 2     | Ecuador   | 2   | 0     | 1      | 3     | 2               |
| 3     | Brasil    | 1   | 2     | 0      | 3     | 2               |
| 4     | Argentina | 0   | 0     | 3      | 3     | 2               |
| TOTAL | TOTAL     | 5   | 3     | 5      | 13    |                 |

Fuente: Organización de los IX Juegos Suramericanos Medellín 2010

#### Medallero por género
País anfitrión en negrilla. La tabla se encuentra ordenada por la cantidad de medallas de oro
| Clasificación por Oro | País      | Hombres | Hombres | Hombres | Hombres | Mujeres | Mujeres | Mujeres | Mujeres | Mixtos | Mixtos | Mixtos | Mixtos | TOTAL | Clasificación por Total |
| Clasificación por Oro | País      |         |         |         | Total   |         |         |         | Total   |        |        |        | Total  | TOTAL | Clasificación por Total |
| 1                     | Venezuela | 0       | 1       | 1       | 2       | 2       | 0       | 0       | 2       | 0      | 0      | 0      | 0      | 4     | 1                       |
| 2                     | Ecuador   | 2       | 0       | 0       | 2       | 0       | 0       | 1       | 1       | 0      | 0      | 0      | 0      | 3     | 2                       |
| 3                     | Brasil    | 0       | 1       | 0       | 1       | 1       | 1       | 0       | 2       | 0      | 0      | 0      | 0      | 3     | 2                       |
| 4                     | Argentina | 0       | 0       | 2       | 2       | 0       | 0       | 1       | 1       | 0      | 0      | 0      | 0      | 3     | 2                       |
| TOTAL                 | TOTAL     | 2       | 2       | 3       | 7       | 3       | 1       | 2       | 6       | 0      | 0      | 0      | 0      | 13    |                         |

Fuente: Organización de los IX Juegos Suramericanos Medellín 2010